# روجيرو أودي
روجيرو أودي (بالإيطالية: Ruggero Oddi) ـ (20 يوليو 1864 ـ 22 مارس 1913) هو عالم تشريح ووظائف أعضاء إيطالي. من أشهر اكتشافاته التشريحية عاصرة أودي، التي سميت بهذا الاسم نسبة له.